# Prai Salura
Prai Salura is een bestuurslaag in het regentschap Oost-Soemba van de provincie Oost-Nusa Tenggara, Indonesië. Prai Salura telt 488 inwoners (volkstelling 2010).